# Dario Krešić
Dario Krešić (Vukovar, 11 februari 1984) is een Kroatische betaald voetballer die speelt als doelman. Hij verruilde in augustus 2016 Bayer 04 Leverkusen voor Omonia Nicosia. Krešić debuteerde op 10 september 2013 in het Kroatisch voetbalelftal.

## Interlandcarrière
Krešić werd op 27 september 2012 voor het eerst opgeroepen voor het Kroatische elftal, voor WK-kwalificatiewedstrijden tegen Macedonië en Wales. Hij debuteerde op 10 september 2013 daadwerkelijk in het nationale elftal, in een oefeninterland tegen Zuid-Korea. Doelman Antonio Ježina en middenvelder Marin Tomasov maakten die dag ook hun debuut als international.